# منى كارف
منى ماي كارف (20 أكتوبر 1908 – 10 يناير 1998) هي لاعبة شطرنج أمريكية، هيمنت على الشطرنج النسائي الأمريكي في أربعينيات وأوائل خمسينيات القرن العشرين، حيث فازت بسبعة ألقاب في بطولة الولايات المتحدة للشطرنج النسائي، وأربعة ألقاب متتالية في بطولة الولايات المتحدة المفتوحة.

## سيرتها
وُلدت كارف في سوكيريان، بيسارابيا، إحدى مقاطعات روسيا القيصرية آنذاك. بعد الثورة البلشفية عام 1917، انتقلت عائلتها إلى تل أبيب في الأراضي الفلسطينية المحتلة، كان والدها أفيف راتن وهو مالك أراضٍ يهودي ثري، قد علّمها لعب الشطرنج وهي في التاسعة من عمرها، وبفضل موهبتها الفطرية، بدأت بالمشاركة في بطولات الشطرنج في تل أبيب، وأصبحت لاعبة بارعة.
في عام 1930، انتقلت إلى بوسطن وحصلت على الجنسية الأمريكية، وعمرها 21 عامًا، وهناك التقت وتزوجت ابن عمها، لم يدم زواجهما طويلًا. لم تتزوج مرة أخرى، لكن علاقتها العاطفية الطويلة مع إدوارد لاسكر بطل بطولة الولايات المتحدة المفتوحة للشطرنج خمس مرات لم تكن سرًا.
كانت كارف أيضًا مستثمرة في الأسهم، وثروتها ضئيلة، كانت تتحدث ثماني لغات بطلاقة، وسافرت كثيرًا، ولأنها عاشقة للفن، أنفقت جزءًا كبيرًا من ثروتها على الفن الحديث. توفيت في مانهاتن في 10 يناير 199.

## مسيرتها في الشطرنج
شاركت كارف في ثلاث بطولات عالمية للشطرنج للسيدات، 1937 في ستوكهولم، حيث لعبت لصالح فلسطين وحصلت على المركز السادس (فازت بها فيرا مينشيك )، 1939 في بوينس آيرس، حيث لعبت لصالح الولايات المتحدة وحصلت على المركز الخامس (فازت بها مينشيك أيضًا)، 1949 في موسكو، حيث لعبت لصالح الولايات المتحدة (فازت بها ليودميلا رودينكو ). عندما أنشأ الاتحاد الدولي للشطرنج الألقاب في عام 1950، كانت منى ماي كارف واحدة من ثلاث نساء أمريكيات حصلن على لقب أستاذة دولية.
هيمنت كارف، إلى جانب جيزيلا كان جريسر وماري باين، على الشطرنج النسائي الأمريكي في أربعينيات وأوائل خمسينيات القرن الماضي، وفازت منى ماي كارف بأول لقب لها في بطولة الولايات المتحدة للشطرنج للسيدات، متقدمةً على ماري باين وأديل ريفيرو عام 1938، تنافست وفازت باللقب ست مرات أخرى، في أعوام 1941، 1943، 1946، 1948 (بالمشاركة مع جريسر)، و1953، و1974 (في سن 66)، كما فازت بأربعة ألقاب متتالية في بطولة الولايات المتحدة المفتوحة، 1938، 1939، 1948، و1950 (بالمشاركة مع لوسيل كيلنر).

## روابط خارجية
- Mona May Karff على موقع مباريات الشطرنج (الإنجليزية)
- Mona May Karff على موقع 365Chess.com (الإنجليزية)
- Mona May Karff على موقع Chesstempo.com (الإنجليزية)
- Mona May Karff سجل أولمبياد الشطرنج للسيدات على موقع OlimpBase.org (الإنجليزية)